# Poradna pro občanství/Občanská a lidská práva
Poradna pro občanství/Občanská a lidská práva je zapsaný spolek, jehož počátky sahají do roku 1999.
Bezplatně radí hlavně ve věcech pobytu, státního občanství a diskriminace.
Poradna se zaměřuje na legislativní praxi přijímání nových zákonů zasahujících do oblasti občanských a lidských práv a na jejich následnou aplikační praxi. Poskytuje bezplatné právní poradenství a právní zastoupení zejména v oblastech prosazování rovných příležitostí a nediskriminace, respektování rodinného života (práv dětí) a v případech ochrany lidské důstojnosti. Své klienty zastupuje před obecnými soudy i v řízeních před Ústavním soudem nebo Evropským soudem pro lidská práva ve Štrasburku. Poradna také funguje jako akreditovaná vzdělávací instituce pro sociální pracovníky, podle ustanovení § 117a odst. 1 zákona č. 108/2006 Sb., o sociálních službách.
Spolek sídlí v Praze a má pobočky v 11 městech (stav v roce 2025).

## Historie
V srpnu roku 2008, po odchodu dlouholeté ředitelky Poradny JUDr. Pavly Boučkové do advokacie, se stal výkonným ředitelem Mgr. Miroslav Dvořák.

## Odborné sociální služby
- sociální poradenství
- aktivizační služby pro rodiny s dětmi
- terénní programy
- nízkoprahové zařízení pro děti a mládež (Krupka)